# Гостомисл (князь ободритів)
Гостомисл або Гостомусл (*д/н — 844) — верховний князь ободритів у 830—844 роках.

## Життєпис
Походив з династії Віцлава. Син Чедрага. Про дату народження відсутні відомості. У 830 році після смерті батька успадкував владу над Ободрицьким союзом. Скориставшись внутрішньою боротьбою у Франкській імперії, Гостомисл зумів здобути незалежність від франків.
Про його панування відомо недостатньо. Відомо, що Гостомисл у протистоянні з франками спирався на союз з данським конунгом Горіком I. Разом з данами у 838—839 роках Гостомисл відбив напад франкських графів. Після цього спокійно володарював над ободритами. В цей час відбувається значне проникнення данів до ободрицьких містечок.
У 841—842 роках брав участь у поході данів на Гамбург, який було сплюндровано. У серпні 844 року проти Гостомисла виступив Людовик II, король Східно-Франкського королівства. Війська ободритів зазнали нищівної поразки, сам верховний князь зачинився у головному місті, ймовірно Любіці (сучасний Любек), де його було захоплено й страчено. За іншими версіями — загинув у битві або потонув у річці. Землі Ободрицького союзу франкський король розділив між 4 племінними князями: вагрів (на чолі із Рюриком), варнів, ободритів (на чолі із Табемислом) та полабів.